# Schlacht bei Kissingen
Dermbach/Rossdorf/Zella/Wiesenthal – Kissingen/Hammelburg – Laufach/Frohnhofen – Aschaffenburg – Hundheim – Tauberbischofsheim – Werbach – Helmstadt/Uettingen – Gerchsheim – Uettingen/Roßbrunn/Hettstadt
Die Schlacht bei Kissingen (auch Gefechte bei Kissingen und Hammelburg) fand während des Deutschen Krieges am 10. Juli 1866 zwischen Preußen und dem VII. Armeekorps der deutschen Bundesarmee statt, das aus bayerischen Truppen bestand.

## Vorgeschichte
Nachdem die preußische Westarmee (VII. Korps aus Westfalen) unter dem Oberbefehl von General Eduard Vogel von Falckenstein die Armee des Königreichs Hannover nach der Schlacht bei Langensalza umstellt und deren Kapitulation am 29. Juni 1866 erzwungen hatte, wurden diese preußischen Verbände unter der Bezeichnung Main-Armee zusammengefasst.
Die noch etwa 43.000 Mann starke Main-Armee sollte im Mainfeldzug die militärischen Kräfte der süddeutschen Verbündeten Österreichs bezwingen. Vogel von Falckenstein hatte seine Divisionen bei Eisenach vereinigt und am 2. Juli den Marsch auf der großen Straße von Eisenach über Fulda nach Frankfurt angetreten. Vogel von Falckenstein erteilte seiner 13. Division den Befehl, den Gegner zurückzudrängen. Das VII. Bundeskorps der Bayern unter Prinz Karl von Bayern war über Schweinfurt nach Norden marschiert und wollte sich ursprünglich zu gemeinsamen Operationen mit den hannoveranischen Truppen vereinigen. Bei dessen Rückzug entwickelten sich die Gefechte bei Zella, Neidhartshausen und bei Wiesenthal. Die Gefechte bei Dermbach und Immelborn am 4. Juli bildeten erste Zusammenstöße preußischer und bayerischer Truppen in Thüringen. Das neue Ziel des Bundesheeres, die Vereinigung des VIII. Bundeskorps mit dem VII. Bundeskorps der Bayern, war nicht erreicht worden. Die bayerischen Kürassiere sollten eine Verbindung mit dem VIII. Bundeskorps herstellen, doch die preußische Division Beyer vereitelte den Plan und legte sich mit ihren Truppen dazwischen. Nach dem Gefecht bei Dermbach wurden die Bayern nach Südosten abgedrängt und zogen sich auf Kissingen (heute Bad Kissingen) zurück. Am 3. Juli wurde die Niederlage der Österreicher bei Königgrätz bekannt, das VIII. Bundescorps sah daher in der Deckung der Mainlinie bei Frankfurt seine Hauptaufgabe. Die Staaten des Deutschen Bundes konnten sich auch weiterhin nicht auf eine einheitliche Kriegsführung mit gemeinsamem Schlachtplan einigen. Ihre Armeen wurden deshalb einzeln von Preußen geschlagen, so wie jetzt auch die Bayern in Kissingen.

### Der preußische Aufmarsch
Die Verfolgung der Bayern erfolgte durch die 13. Division unter Goeben. Dieser ließ am Morgen des 4. Juli seine 25. Brigade (Generalmajor von Kummer) von Dermbach aus im Tale der Felda gegen Neidhardshausen und die 26. Brigade (Generalmajor von Wrangel) gegen Wiesenthal vorgehen. Am 9. Juli setzte die Main-Armee ihre Bewegung über die Hohe Rhön fort: die Division Goeben erreichte Geroda, die Division Beyer Brückenau, die Division von Manteuffel erreichte mit ihrer Vorhut den Ort Römershag. Für 10. Juli wurde das weitere Vorrücken auf die Saale-Übergänge befohlen. Auf dem linken Flügel der Mainarmee sollte die Division Manteuffel nach Waldaschach (heute Aschach), wenige Kilometer nordwärts von Kissingen, vorrücken. Im Zentrum wurden Goebens Brigaden direkt auf Kissingen sowie auf Euerdorf beordert, am rechten Flügel die Division Beyer auf Hammelburg. Bei einem Scharmützel bei Waldfenster verrieten Gefangene, dass sich das bayrische Korps noch in Kissingen befände, die Division Manteuffel wurde daher der Goeben’schen als Verstärkung hinterhergeschickt.

### Der bayerische Aufmarsch
Der bayerische Befehlshaber Prinz Karl hatte geplant, seine Verbände auf den Höhen bei Poppenhausen am linken Wern-Ufer aufzustellen und dort die Schlacht gegen die Preußen zu schlagen. Das schnelle Vorrücken der Preußen verhinderte dies. Am 9. Juli standen die bayerische 2. und 4. Infanterie-Division der Generale von Feder und Hartmann noch bei Neustadt, etwa 30 Kilometer von Poppenhausen entfernt. In Hammelburg befehligte der Kommandant der bayerischen Reserve-Kavallerie, General der Kavallerie von Thurn und Taxis. Die bayerische 3. Infanteriedivision unter Generalleutnant Oskar von Zoller stand im Saaletal zwischen Steinach und Kissingen und trug die Hauptlast der folgenden Kämpfe. General von Zoller verfügte über neun Bataillone, zwölf Eskadronen und sechzehn Geschütze bei Kissingen, der Fürst von Thurn und Taxis stand mit fünf Bataillonen, sechzehn Escadronen und zwanzig Geschützen bei Hammelburg. Die bayerische 1. Infanterie-Division unter Generalmajor Stephan folgte der 2. Division im Marsch von Neustadt nach Münnerstadt, konnte aber zunächst keine Unterstützung leisten. Die bayerische 4. Infanterie-Division unter Generalleutnant von Hartmann bezog mit der Reserveartillerie zwischen Kissingen und Schweinfurt in der Gegend von Pfersdorf zu weit disloziert Stellung.

## Verlauf

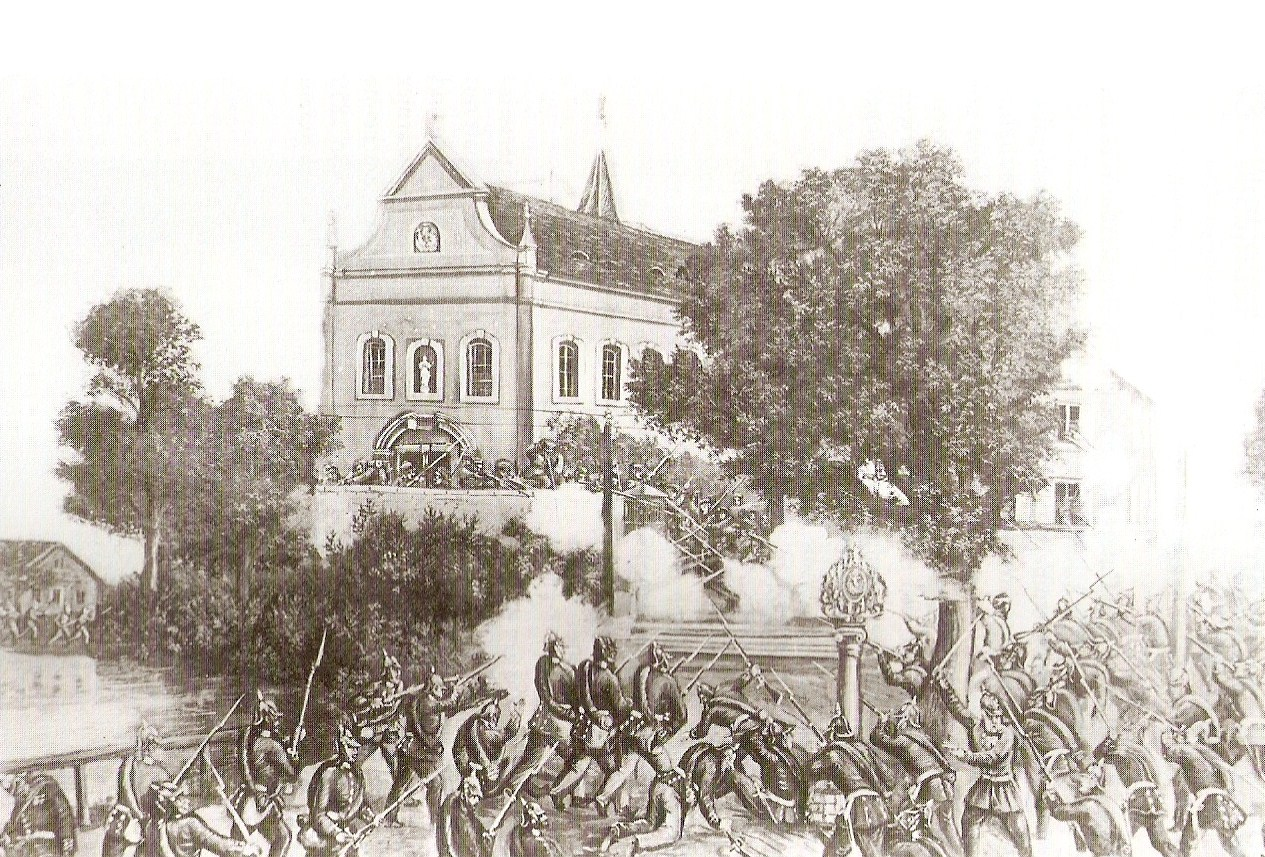
Gefecht am Kapellenfriedhof von Kissingen

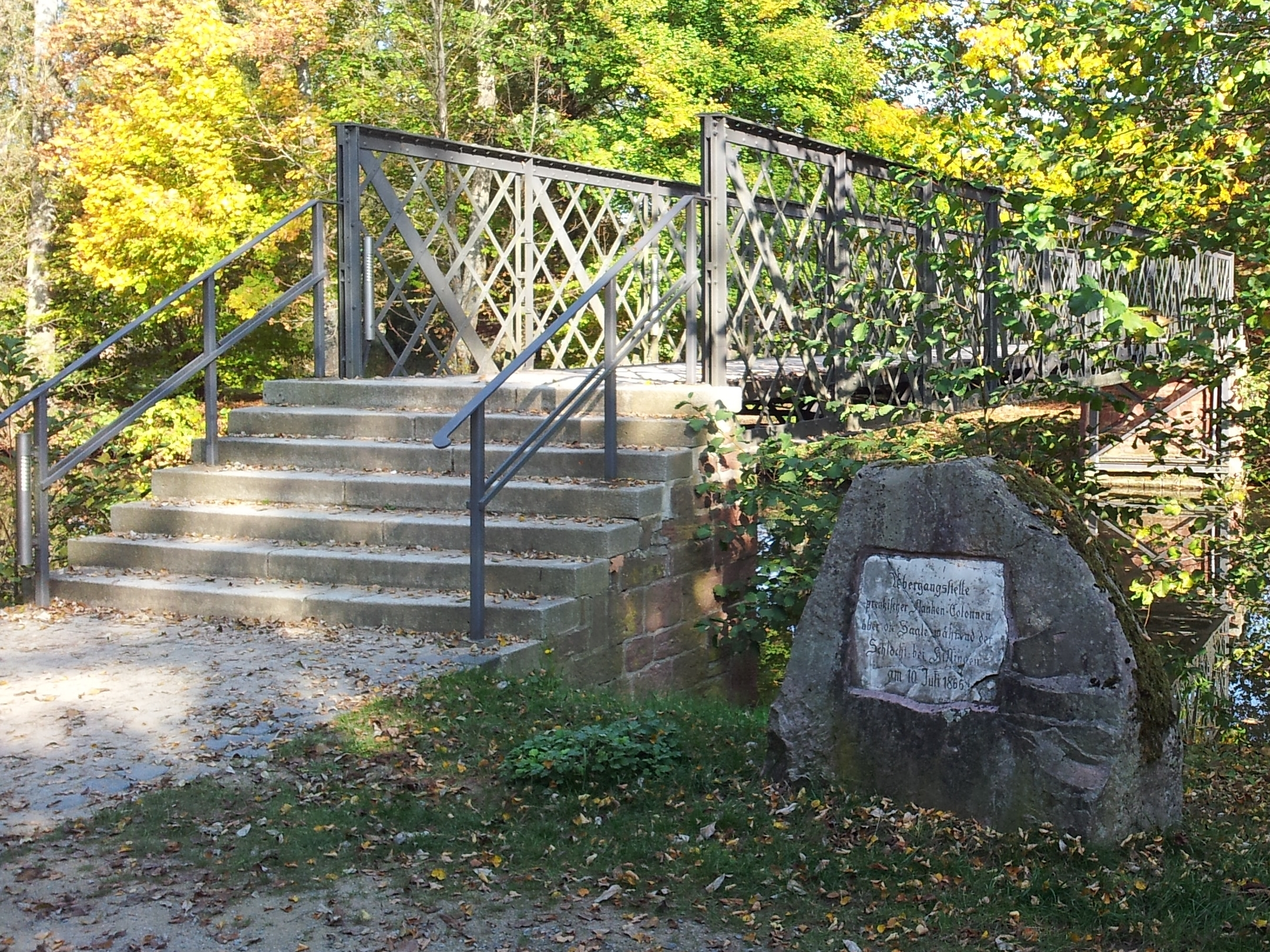
„Preußensteg“, Übergangsstelle preußischer Truppen über die Saale

Die Division von Manteuffel erreichte nördlich von Kissingen den Übergang über die Fränkische Saale bei Aschach. Dort trafen die Preußen wieder auf den Gegner. Es kam dabei zu einem Gefecht des bayerischen 1. Bataillons unter Major von Moor mit dem Füsilier-Bataillon des 1. Rheinischen Infanterie-Regiments Nr. 25 unter Oberstleutnant von Cranach, der dem übergeordneten Oberst von Hanstein schließlich die Besetzung Aschachs melden konnte. Das 1. Westfälische Infanterie-Regiment Nr. 13 unter Oberstleutnant von Borries wurde auf Euerdorf detachiert, um die Verbindung mit der Division Beyer bei Hammelburg zu erreichen. Bei Euerdorf stießen die Preußen auf bayerische Kavallerie und vertrieben sie. Damit gelangte dieser Saaleübergang ohne Verluste in die Hand der Preußen. Vor Kissingen stand den Preußen die Masse der 3. und Teile der 4. bayrischen Infanteriedivision, in einer Gesamtstärke von etwa 15.000 Mann gegenüber. Gegen neun Uhr begann auch die Division Beyer ihren Vormarsch gegen Hammelburg.

### Kämpfe um Kissingen
General von Manteuffel erhielt am Morgen des 10. Juli von Falckenstein die Weisung, den Marsch auf Waldaschach aufzugeben und stattdessen Goeben nach Kissingen zu folgen, um dort die Nordflanke der Bayern anzugreifen. Seine Division wurde bei Hausen und der Saline Friedrichshall (Obere Saline) nördlich von Kissingen in schwere Kämpfe mit bayerischen Truppen verwickelt, die sich hinter den Gradierwerken verschanzt hatten, um einen Übergang der Preußen über die Saale zu verhindern.
General von Goeben beschloss die Masse seiner Division (Brigaden Kummer und Wrangel) auf Garitz vorzuführen. Die preußische Vorhut unter Oberst von Tresckow, Kommandeur des 5. Westfälischen Infanterie-Regiments Nr. 53 meldete die Stadt Kissingen stark besetzt, die Hauptbrücke war von den Bayern verrammt. Es kam zu einer lebhaften Kanonade. Den Preußen gelang es zunächst nicht, über die verbarrikadierte Hauptbrücke in die Stadt einzudringen. Südlich der Stadt konnten die Preußen jedoch einen abgebauten Steg in der Nähe der Lindesmühle notdürftig wieder instand setzen und den Fluss – trotz bayerischen Feuers vom Ballinghain her – überqueren. Eine bayerische Attacke auf die übergesetzten Preußen musste wegen preußischen Artilleriefeuers vom Altenberg her abgebrochen werden. Die Preußen konnten nun die bayerischen Truppen in Kissingen von der südlichen Flanke her angreifen. Ein erbitterter Häuserkampf begann, der sich allmählich nach der Mitte der Stadt hinwälzte. Gegen 13 Uhr war Kissingen erobert, die bayerischen Truppen hatten sich unter großen Verlusten nach der östlichen Ausgangsstraße zurückgezogen, wohin die preußischen Abteilungen vielfach gemischt nachdrängten. Dort versuchten die Bayern am Kapellenfriedhof nochmals Widerstand zu leisten. Prinz Karl, der sich an der Front in Kissingen aufhielt, schickte einen Befehl an Hartmann, mit seiner 4. Infanterie-Division zur Verstärkung nach Kissingen vorzurücken. Dieser Befehl wurde jedoch nicht ausgeführt, da aus dem bayerischen Hauptquartier in Münnerstadt anderslautende Anweisungen bei Hartmann eintrafen.

### Kämpfe um Winkels und Nüdlingen
Durch das verfolgende 5. Westfälische Infanterie-Regiment Nr. 53 etwa 1500 Schritt von Kissingen entfernt in die Gegend von Winkels zurückgedrängt, gingen die Bayern rechts an den Sinnberg und links an die Winterleite angelehnt, neuerlich in Stellung. Von einer Granate am Arm und an der Seite getroffen, sank Generalleutnant von Zoller vom Pferd, er wurde noch nach Münnerstadt gebracht, wo er seinen schweren Verwundungen erlag. Die ganze Höhenreihe wurde bis 15 Uhr von den Preußen genommen und auf Befehl des Generals von Kummer vom 2. Posenschen Infanterie-Regiment Nr. 19 besetzt.
Die Bayern zogen sich nach Nüdlingen zurück, die Preußen setzten nach. Inzwischen war nach der Einnahme von Kissingen auch den in Friedrichshall und Hausen stehenden bayerischen Truppen der Befehl zugegangen, sich nach Nüdlingen zurückzuziehen. Die bayerische 1. Infanterie-Division (Generalmajor Stephan) in der Stärke von neun Bataillonen, vier Eskadronen und zehn Geschützen marschierte unterdessen von Münnerstadt auf Kissingen und traf mit ihrer Spitze um 16 Uhr hinter Nüdlingen ein. Mit dieser Verstärkung gingen die Bayern überraschend zum Gegenangriff über und warfen die Preußen nach Winkels zurück. Dort leisteten die Preußen jedoch heftigen Widerstand, so dass die Bayern schließlich, als der Nachschub an Munition ausblieb, den Angriff abbrechen mussten und sich erneut nach Osten zurückzogen. General von Falckenstein ordnete am Abend für den nächsten Tag die weitere Verfolgung nach Schweinfurt an. Dazu kam es jedoch nicht.

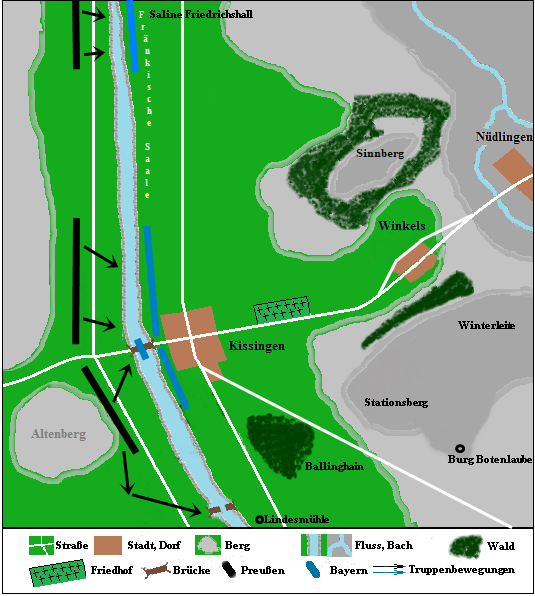
Erste Gefechtsphase
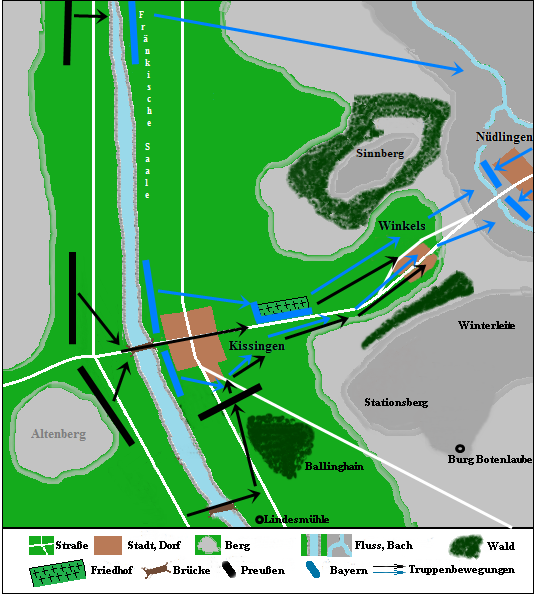
Zweite Gefechtsphase
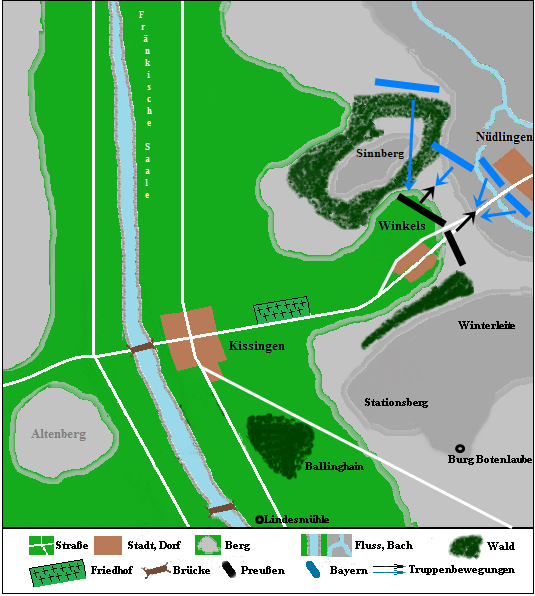
Dritte Gefechtsphase
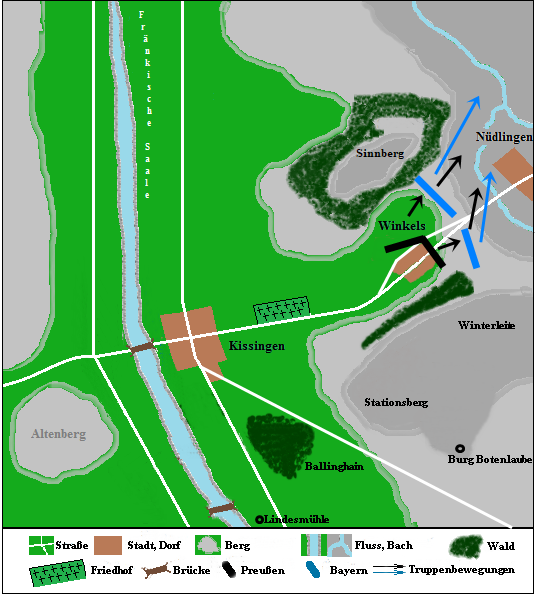
Vierte Gefechtsphase

### Eroberung Hammelburgs
Die Preußen blieben auch bei Hammelburg siegreich. Eine bayerische Verteidigungslinie an der Thulba wurde durchbrochen, worauf die Bayern eine neue Linie direkt vor der Stadt errichteten. Die preußische Artillerie richtete beim Beschuss der Stadt schwere Zerstörungen an und zwang schließlich die bayerischen Truppen zum Rückzug. Die Bayern zogen südwärts über die Saale Richtung Arnstein ab.

## Folgen
Die Preußen verzeichneten 153 Tote und 770 Verwundete; die Bayern hatten 111 Tote und 659 Verwundete, dazu kamen 587 Vermisste und Gefangene.
Als General von Falckenstein am 11. Juli aus dem Hauptquartier die Nachricht erreichte, dass für die voraussichtlichen Waffenstillstandsverhandlungen die Besetzung der Länder nördlich des Mains wichtig wäre, ordnete er statt des geplanten Vorstoßes nach Schweinfurt einen sofortigen Rechtsabmarsch der Mainarmee in Richtung auf Frankfurt an. Die Division Goeben nahm am 14. Juli die Verfolgung in zwei Kolonnen auf. Nachdem die Preußen über den Spessart angerückt waren, siegten sie im Gefecht bei Laufach gegen hessisch-darmstädtische Truppen und erstürmten am 14. Juli Aschaffenburg in heftigen Straßenkämpfen gegen österreichische Truppen unter Feldmarschallleutnant Erwin von Neipperg. Die Bundestruppen mussten westwärts über den Main ausweichen. Am übernächsten Tag am 16. Juli besetzte die preußische Mainarmee die Stadt Frankfurt kampflos.

## Gedenken
Die meisten Opfer der Schlacht – ob Bayern oder Preußen – wurden in Massengräbern auf und neben dem Kapellenfriedhof begraben. Einige wurden wegen der Sommerhitze sofort an Ort und Stelle, wo sie gefunden worden waren, in der Flur begraben. Drei jüdische Preußen sind auf dem jüdischen Friedhof von Kissingen beerdigt, unter ihnen ein Offizier. Alle diese Gräber existieren bis heute. Ein Denkmal für die Opfer beider Seiten, die Trauernde Germania des Bildhauers Michael Arnold, wurde auf dem Massengrab neben dem Kapellenfriedhof errichtet. Am Massengrab bei Hausen und Friedrichshall befindet sich eine weitere Gedenkstätte (Schlagintweit-Denkmal). An der Stelle, wo Oskar von Zoller tödlich verwundet wurde, erinnert ein Denkmal an den bayerischen Feldherrn. Ein weiteres Mahnmal an der Straße von Winkels nach Nüdlingen wurde für die mehr als 60 Gefallenen des preußischen Infanterieregiments Nr. 19 von Posen errichtet. Vor dem Kampf hatte der preußische General Ferdinand von Kummer vor den Soldaten des Regiments eine anfeuernde Rede in polnischer Sprache gehalten, weil die meisten von ihnen polnische Einwohner der Provinz Posen waren. Vertreter des polnischen Staates nahmen an der Gedenkfeier in Kissingen zum 150. Jahrestag der Schlacht teil.

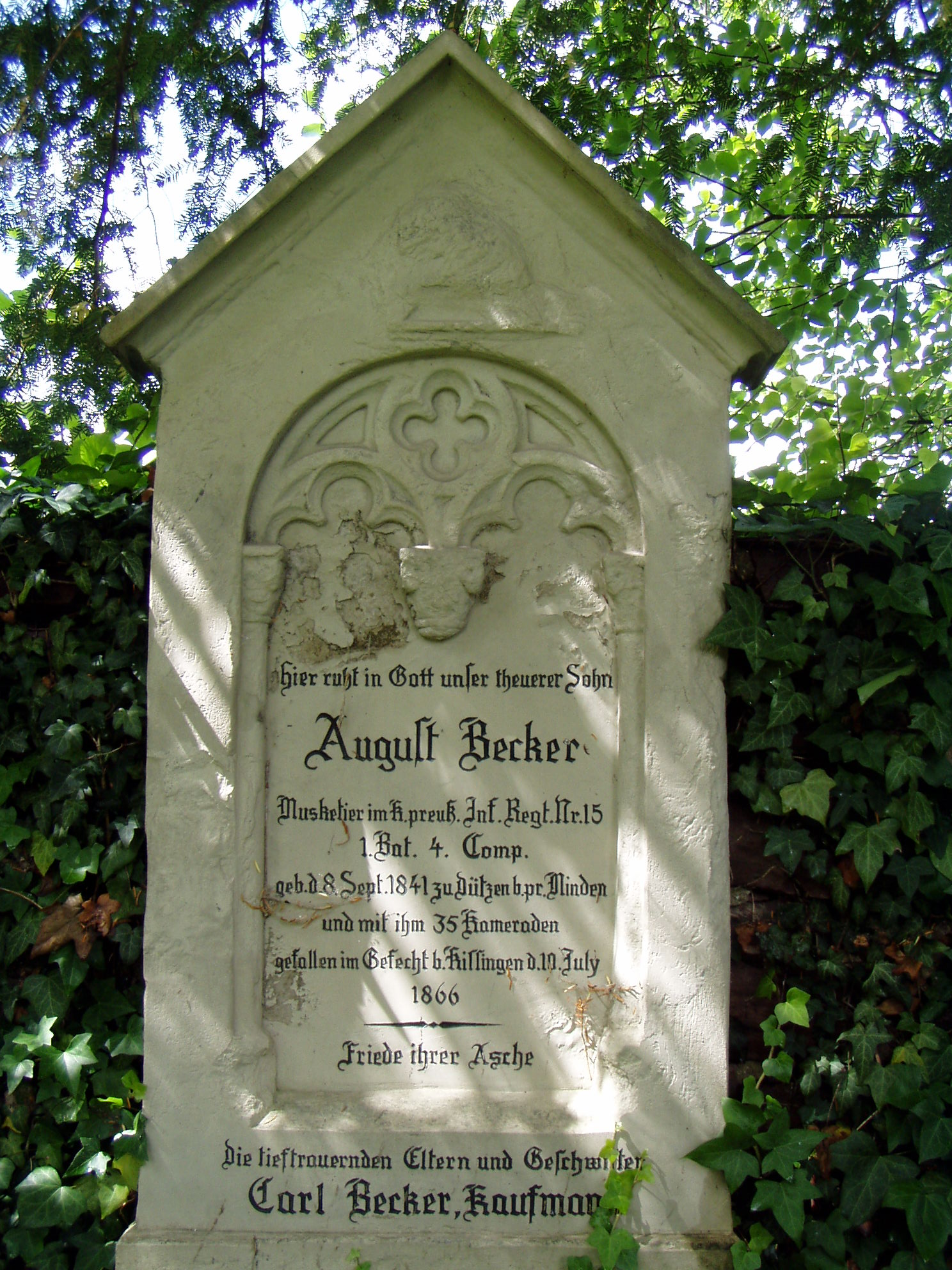
Grabmal preußischer Soldaten auf dem Kapellenfriedhof
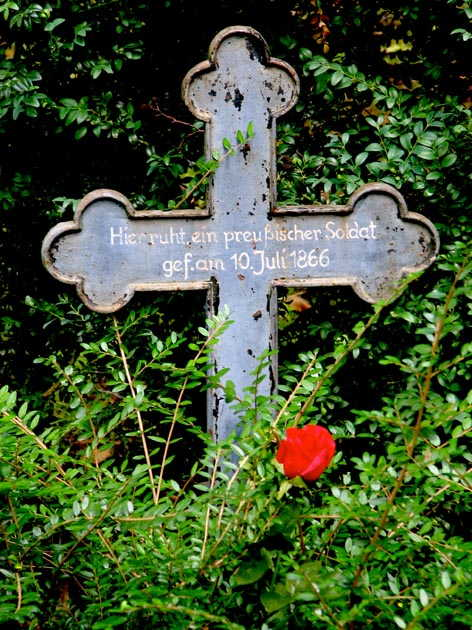
Grab eines preußischen Soldaten (häufige Gräberart in den Wäldern um Bad Kissingen)
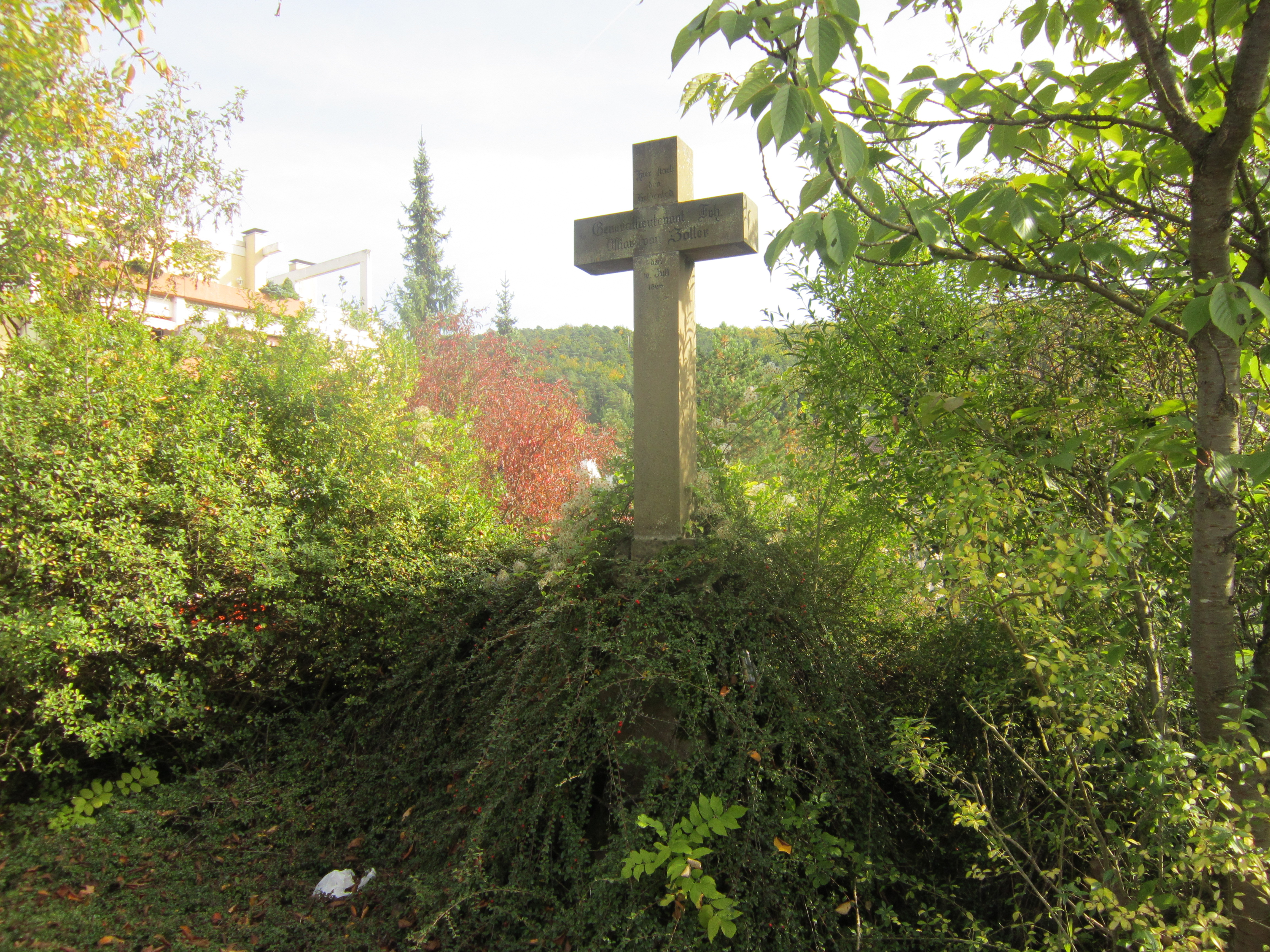
Der sogenannte Zoller-Gedenkstein am Ort seines Todes
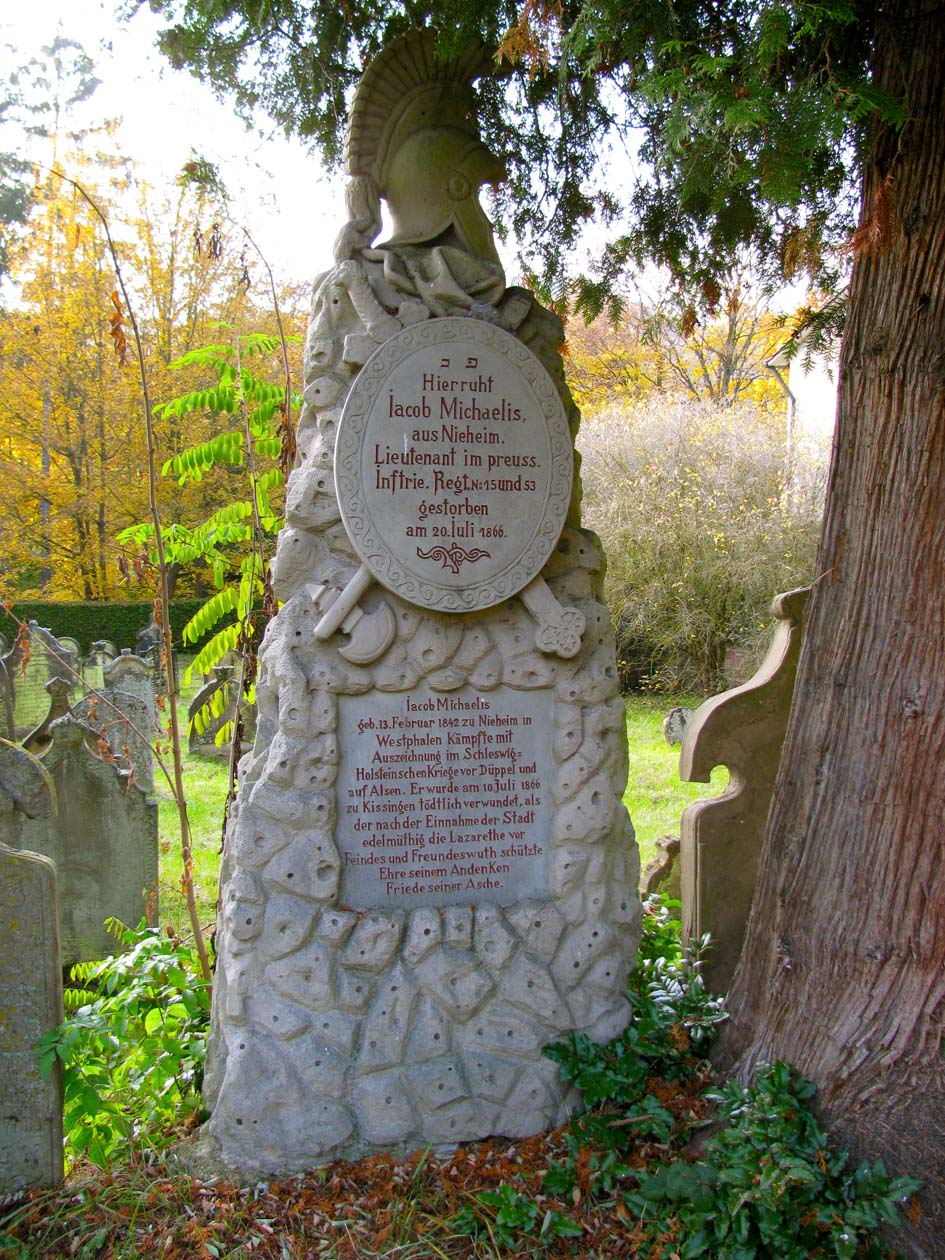
Grabstelle eines preußischen Offiziers auf dem jüdischen Friedhof in Bad Kissingen
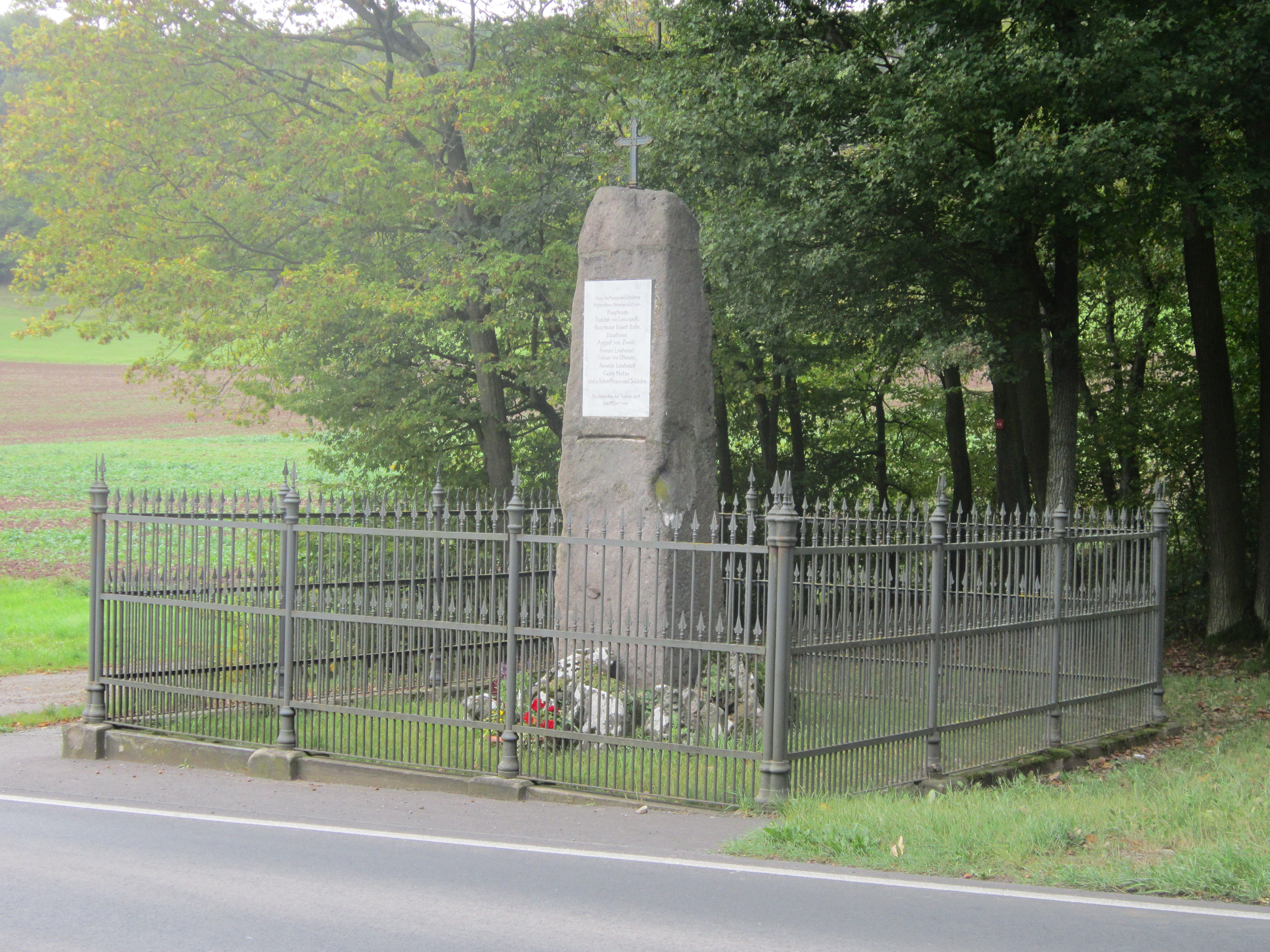
Das Gefallenendenkmal in Winkels
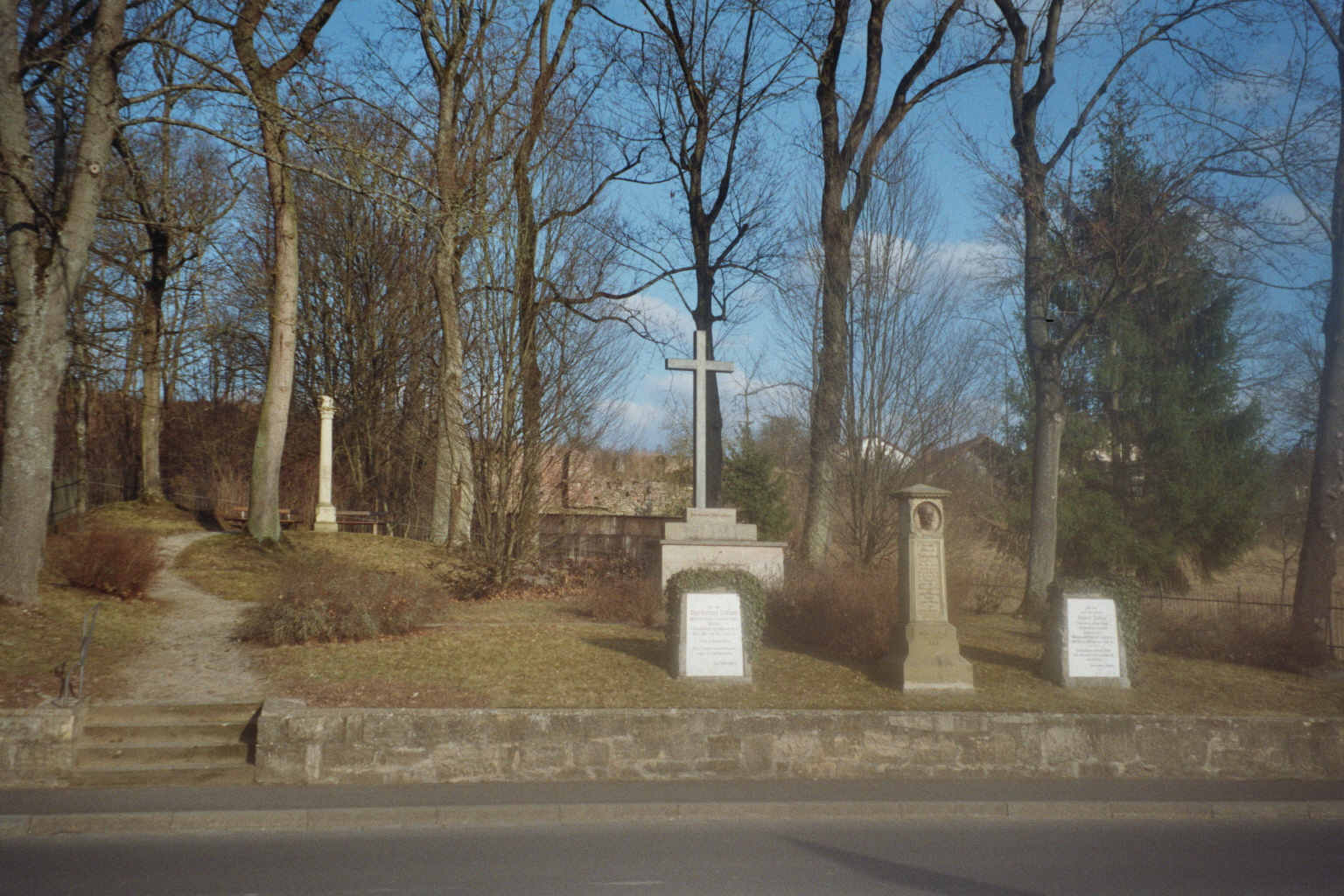
Das Schlagintweit-Denkmal in Hausen
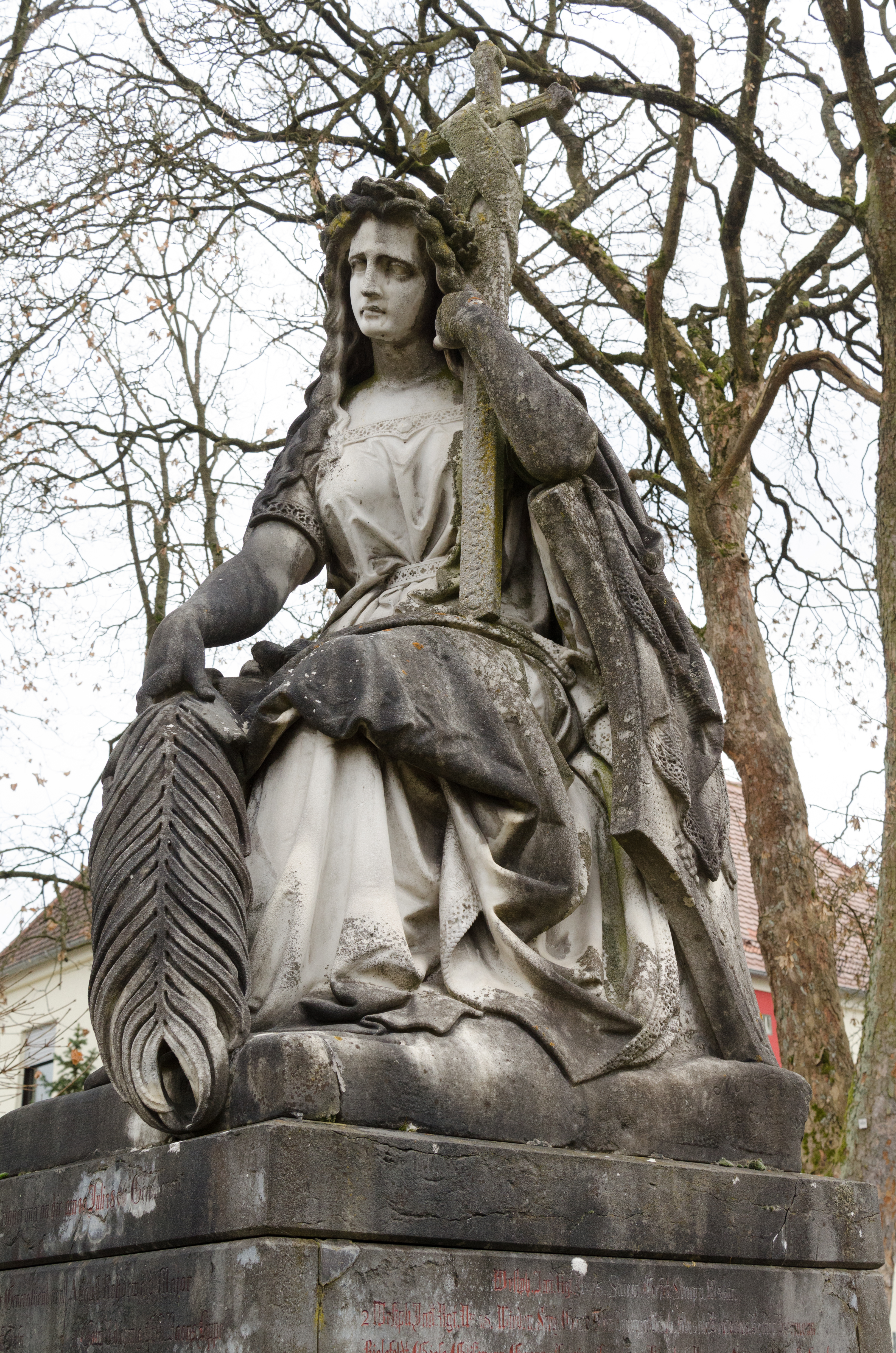
Die „Germania“ in der Kapellenstraße

In Berlin und seinen damaligen Vororten wurden im 19. Jahrhundert mehrere Straßen und Plätze nach Kissingen benannt; zum einen nach der im Bewusstsein präsenten Schlacht, aber auch weil Bismarck hier regelmäßig zur Kur weilte.